# Gatorade Center
Das Gatorade Center ist eine Multifunktionshalle in der finnischen Stadt Turku. Sie wird hauptsächlich für Eishockeyspiele genutzt und ist die Heimarena des TPS Turku. 2016 wurde die Halle in Gatorade Center umbenannt.

## Geschichte
Das Gebäude wurde im Jahr 1990 als Typhoon Arena eröffnet und bietet Platz für 11.820 Zuschauer. Sie ist 135 Meter lang, 110 Meter breit und 40 Meter hoch. Neben Eishockey wird die Halle auch für Konzerte und Opern genutzt.
Das Gatorade Center wurde von der Firma Casagrande ja Haroma Oy entworfen und kostete 145 Mio. Finnmark (24,4 Mio. Euro). Davon bezahlte die Stadt Turku 95 Mio. Finnmark (16 Mio. Euro).
Den Namen Elysée Arena erhielt die Halle im Sommer 1994 nach einer Renovierung, als sie nach ihrem Hauptsponsor benannt wurde. In den Jahren 1996 und 1997 wurde die Halle um einen Anbau erweitert, der einen zweiten Eingang, 28 neue V.I.P.-Boxen und Platz für ein neues Restaurant und eine neue Vorhalle enthielt.
Die Arena war einer von drei Spielorte der Eishockey-Weltmeisterschaft der Herren 2003. 2017 fand in ihr die Europeade, das größte europäische Trachten- und Folklorefestival, statt.

## Galerie

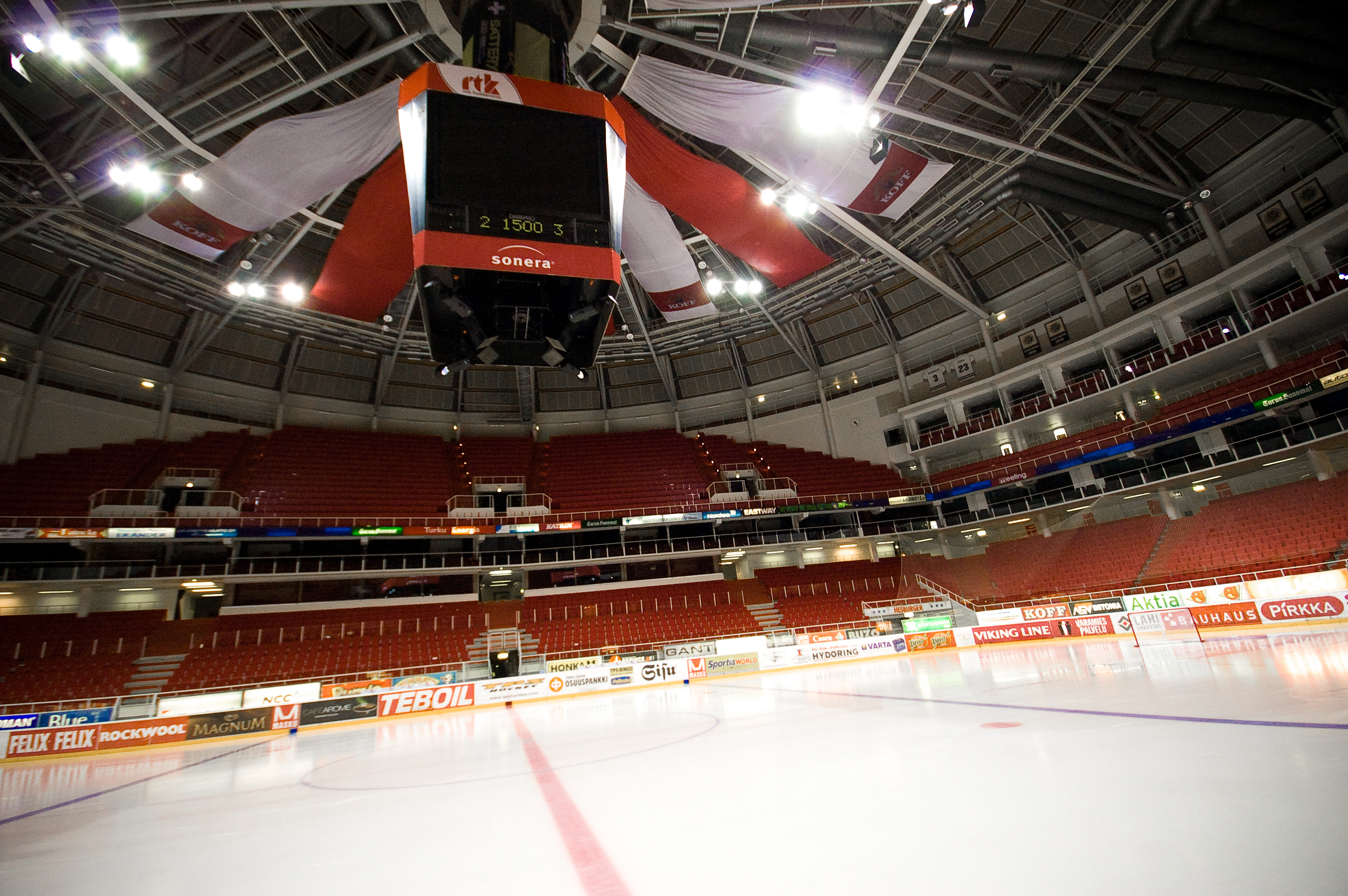
Die Meisterfahnen an der Decke der Arena
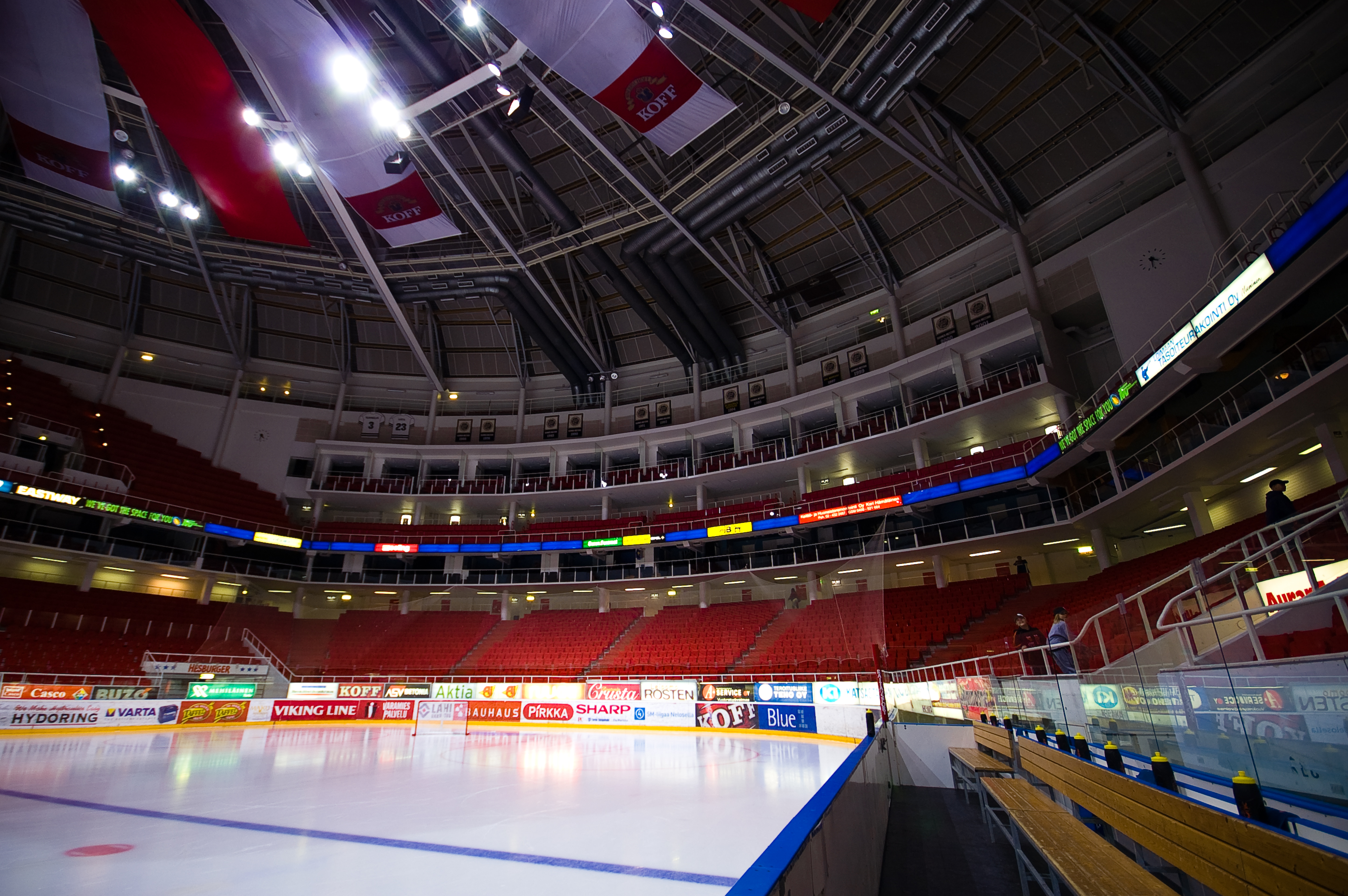
Innenansicht der Arena
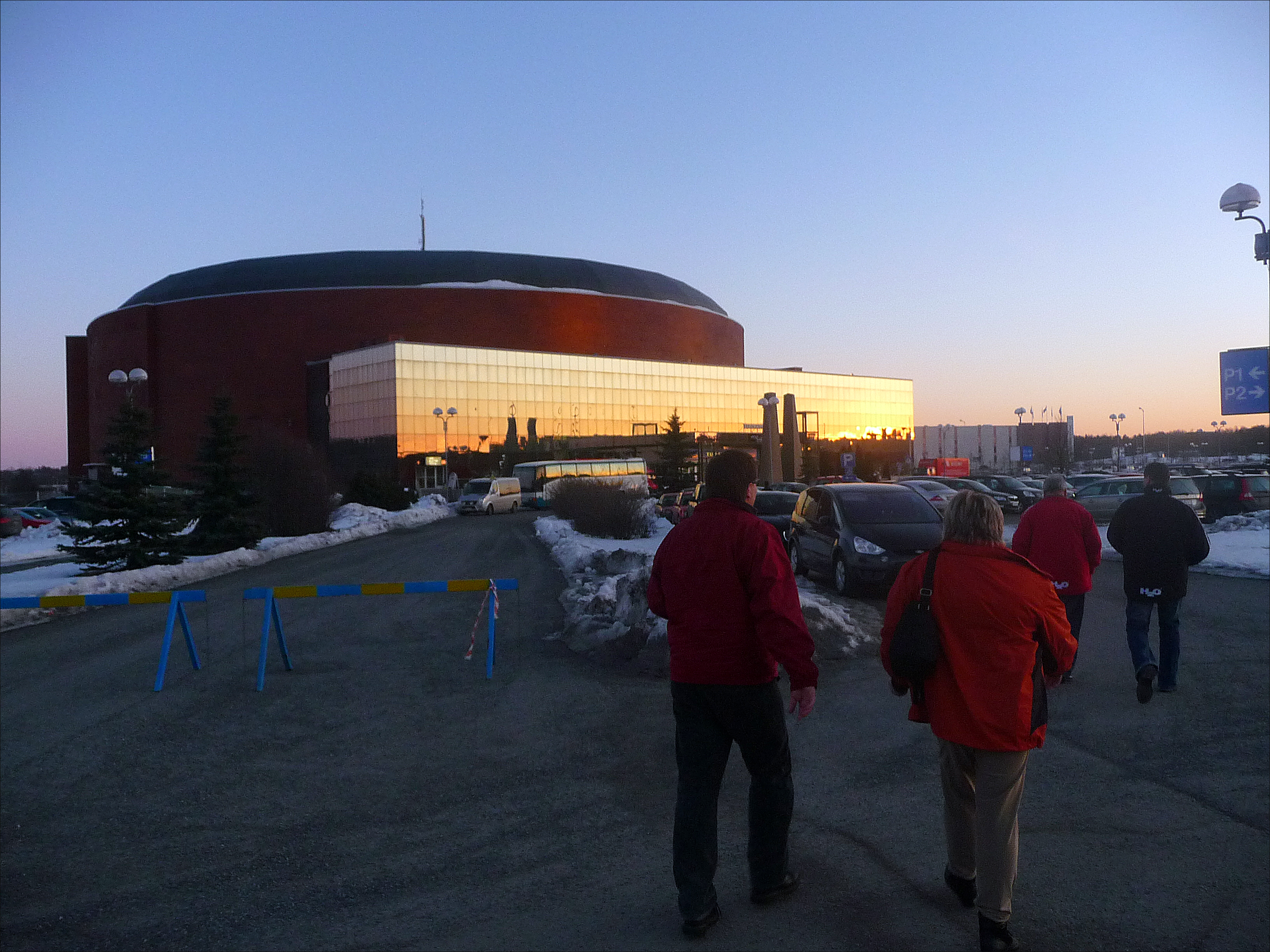
Im Morgengrauen
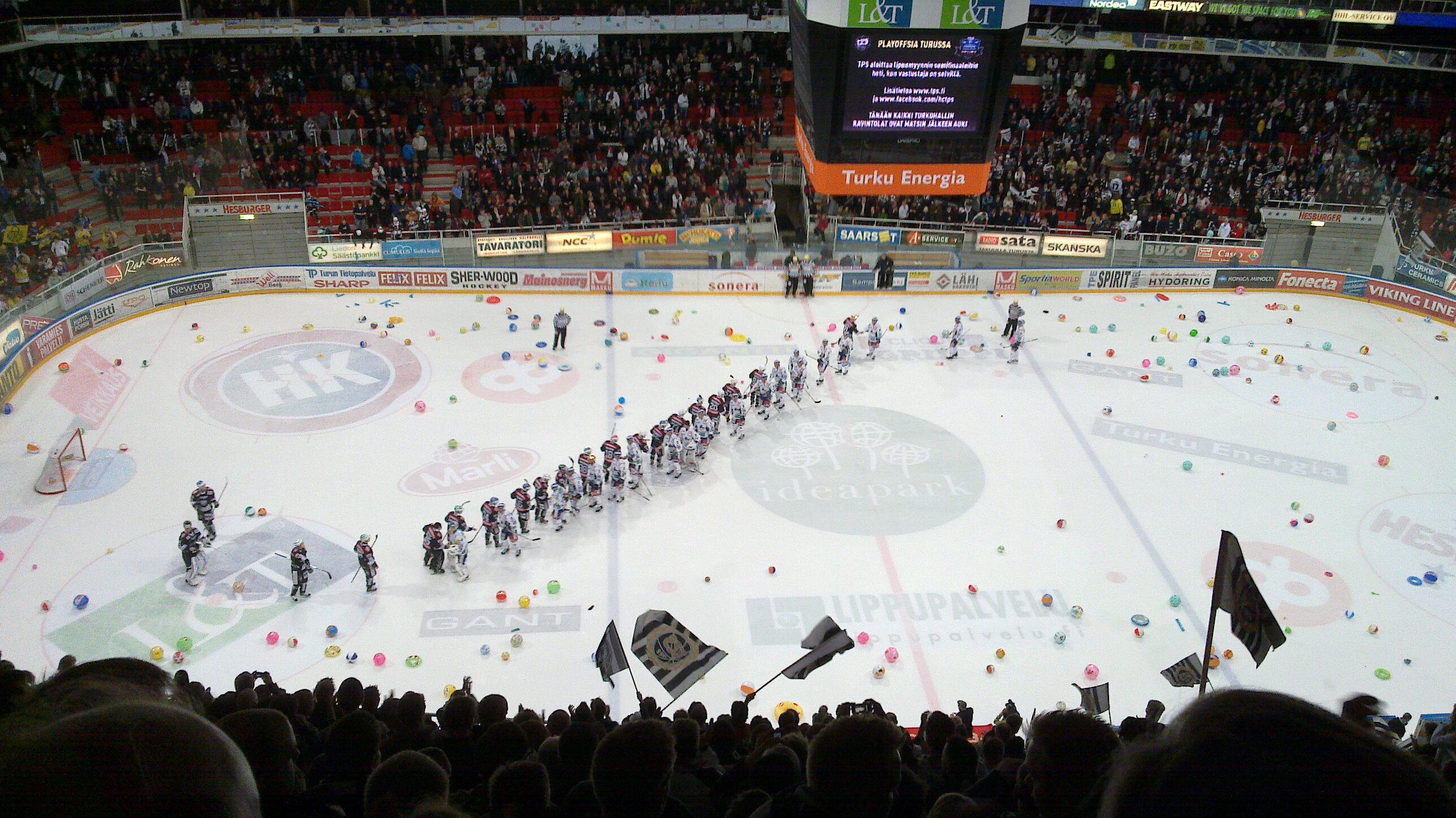
TPS siegt gegen Lukko